# 麻雀エンジェルキッス
『麻雀エンジェルキッス』（まーじゃんエンジェルキッス）は、ジャレコが開発し、1995年に発売したアーケードゲームの脱衣麻雀。キャラクターデザインはうるし原智志。
日本システムにより『麻雀天使エンジェルリップス』のタイトルでセガサターンに移植された（1996年3月29日発売）。

## 概要
ジャレコの脱衣麻雀は『アイドル雀士スーチーパイ』や『VS雀士ブランニュースターズ』のように登場人物の多さで知られるが、本作品のヒロインは3人のみ。脱衣シーンは丁寧なつくりのアニメーションで表現される（女の子の動きや恥じらいなど、こだわりが随所にみられる）。また、対戦中は文字によるカットイン演出、豊富なボイスなどの演出が盛り込まれており、完成度は高い。ただし前田尋之は、「脱衣シーンの画像はうるし原智志の絵柄ではない、この点は期待外れ」としている。

### 登場人物
- うらら（声:中山真奈美） - 趣味はぬいぐるみ集め・ショッピング[5]
- みゆき（声:渡辺奈生子） - 趣味は料理と絵。インドア派。[6]
- かんな（声:富沢美智恵） - 趣味はゴルフ・乗馬。黒の下着が似合う大人の女性。[6]